# William Troost-Ekong
William Paul Troost-Ekong (født 1. september 1993) er en hollandsk-nigeriansk professionel fodboldspiller, som spiller for den græske Super League-klub PAOK og Nigerias landshold.

## Klubkarriere

### Groningen og Dordecht
Troost-Ekong begyndte sin karriere hos FC Groningen, og gjorde sin professionelle debut med klubben i 2013. Han var i 2014-15 sæsonen udlånt til FC Dordrecht.

### Gent og Haugesund
Troost-Ekong skiftede i juli 2015 til belgiske KAA Gent. Han blev med det samme udlånt til norske FK Haugesund.

### Bursaspor
Han skiftede i juli 2017 til Bursaspor i Tyrkiet.

### Udinese
Efter kun et enkelt år i Tyrkiet, skiftede han til italienske Udinese i august 2018. Han var over de 2 næste sæsoner en central del af Serie A-mandskabet.

### Watford
Troost-Ekong skiftede i september 2020 til Watford, og var i sin debutsæson med til at sikre oprykning til Premier League.

#### Leje til Salernitana
Troost-Ekong skiftede i januar 2023 til Salernitana på en lejeaftale med en købsoption.

### PAOK
Troost-Ekong skiftede i juli 2023 til græske PAOK på en permanent aftale.

## Landsholdskarriere

### Holland
Troost-Ekong har repræsenteret Holland på flere ungdomsniveauer.

### Nigeria
Troost-Ekong skiftede i 2015 til at repræsentere Nigeria. Han debuterede for Nigerias landshold den 15. juni 2015.
Han var i 2016 del af Nigerias trup til sommer-OL 2016, hvor at Nigeria vandt bronze.
Han været del af Nigerias trupper til flere internationale tuneringer, og han blev ved Africa Cup of Nations 2021 for første gang udnævnt som anfører for landsholdet.

## Privat
Troost-Ekong er født i Holland til en nigeriansk far og en hollandsk mor.

## Titler
Nigeria U/23
- Sommer-OL 2016: Bronzemedalje